# Juan Vigón
Juan Vigón Suerodiaz, (ur. 1880 w Coulunga, zm. 25 maja 1955 w Madrycie) – hiszpański generał walczący po stronie narodowej podczas hiszpańskiej wojny domowej. Weteran wojny w Maroku.
Po ustanowieniu Republiki Hiszpańskiej  zwolnił się z wojska i przeniósł się do Argentyny. Po wybuchu wojny domowej wrócił do kraju i uczestniczył w walkach po stronie narodowej. Po wojnie został szefem sztabu generalnego. Od 1941 do 1945 był ministrem lotnictwa w rządzie Francisco Franco.